# Мурос (комарка)
Мурос (исп. Muros, галис. Muros) — район (комарка) в Испании, входит в провинцию Ла-Корунья в составе автономного сообщества Галисия.

## Муниципалитеты
1. Карнота
2. Мурос